# محمود مرعی
محمود احمد مرعی (به عربی: محمود أحمد مرعی؛ زاده ۱۹۵۷) سیاستمدار سوری، وکیل، رئیس فعلی سازمان عربی برای حقوق بشر و دبیرکل سابق جبهه ملی دموکراتیک، یک حزب کوچک و اپوزیسیون است.

## زندگی‌نامه
مرعی در تلفیتا، ریف دمشق متولد شد. وی در رشته حقوق در دانشگاه دمشق تحصیل کرد و در سال۱۹۹۳ فارغ‌التحصیل شد.او رئیس سابق دفتر جوانان در کمیته هماهنگی ملی است. [نیازمند منبع] وی یکی از اعضای هیئت مخالفان داخلی در مذاکرات صلح ژنو دربارهٔ سوریه (۲۰۱۷) بود.مرعی نامزد انتخابات ریاست جمهوری ۲۰۲۱سوریه بود. اتحادیه سوسیالیست‌های عرب دموکراتیک مشروعیت انتخابات را رد کرد و از محمود احمد مرعی فاصله گرفت و گفت که وی در سال ۲۰۱۳ از حزب اخراج شده‌است.